# Richard König, Rauchwarenhandlung

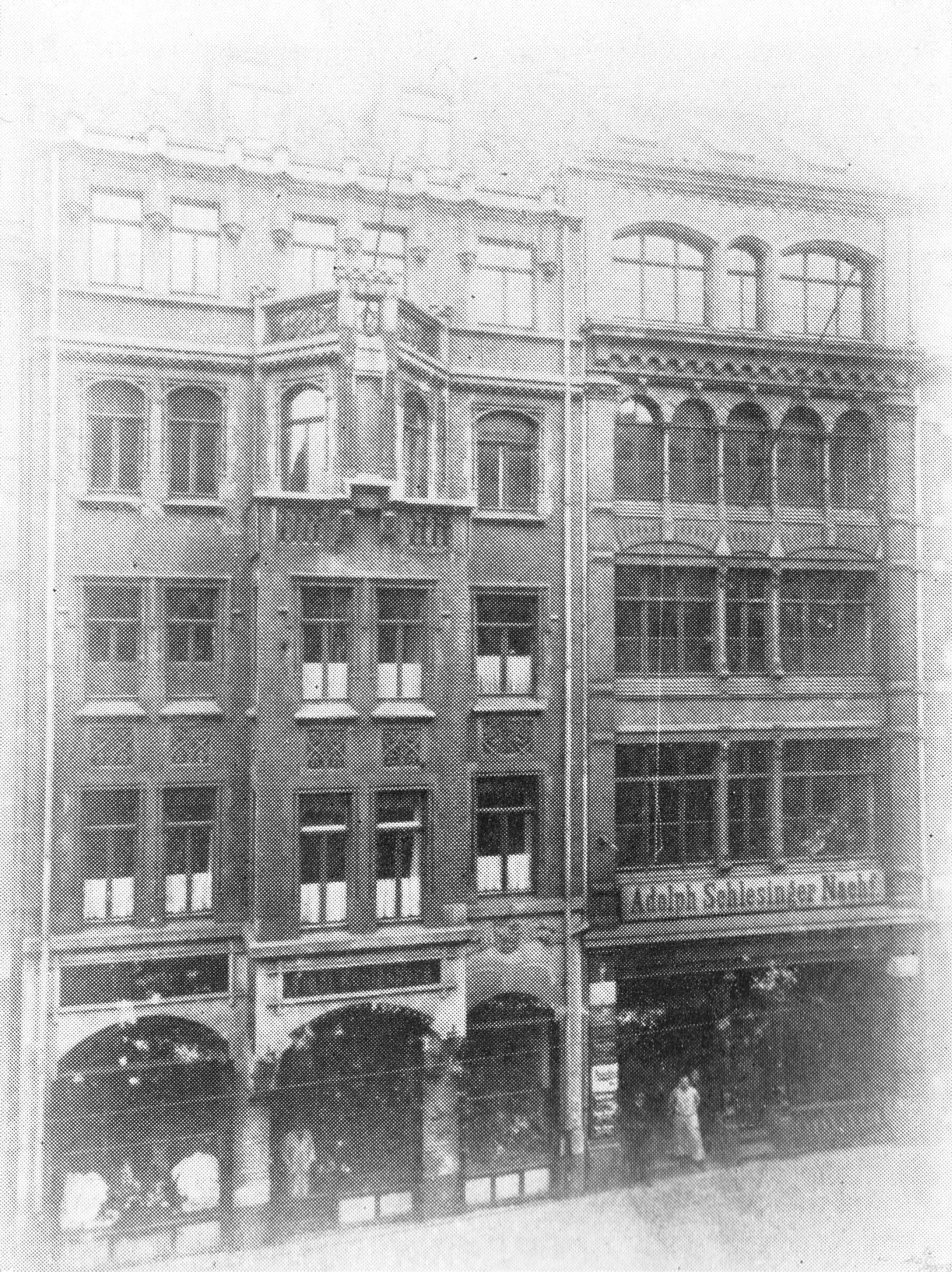
Geschäftshaus Adolph Schlesinger & Sohn, Inhaber Richard König, Leipzig (Anfang 20. Jahrhundert)

Die Firma Richard König gehörte unter drei Generationen zu den führenden Pelz-Großhandelsunternehmen Deutschlands, alle Inhaber trugen den Vornamen Richard. Im Jahr 1903 übernahm der Firmengründer Richard I (1867–2. März 1937) die Leipziger Rauchwarenhandelsfirma Adolph Schlesinger Nachf. Nach der Teilung Deutschlands infolge des Zweiten Weltkriegs verlagerte man das Unternehmen aus dem Rauchwarenhandelszentrum Leipziger Brühl in das neu entstehende Pelzzentrum Niddastraße in Frankfurt am Main in Westdeutschland. Der erste Nachfolger des Gründers, Richard II, wirkte in erheblichem Umfang an zahlreichen grundlegenden Arbeiten zur Pelztier- und Fellkunde mit.

## Gründerjahre „Adolph Schlesinger“
Das vom Firmengründer von Robert Schlesinger übernommene, ursprüngliche Unternehmen wurde 1849 in Bojanow (heute polnisch) gegründet. Bald darauf siedelte Schlesinger in die Kürschnerstadt Leszno über, deutsch Lissa, dann, 1874, nach Breslau. 1883 folgte die Gründung einer Firma in Leipzig unter dem Namen Robert Schlesinger & Sohn; zehn Jahre später bezog der Sohn ein neuerbautes Haus in Leipzig, Brühl 64 und nannte die Firma in Adolph Schlesinger um.

## Eintritt Richard König, bis Zweiter Weltkrieg

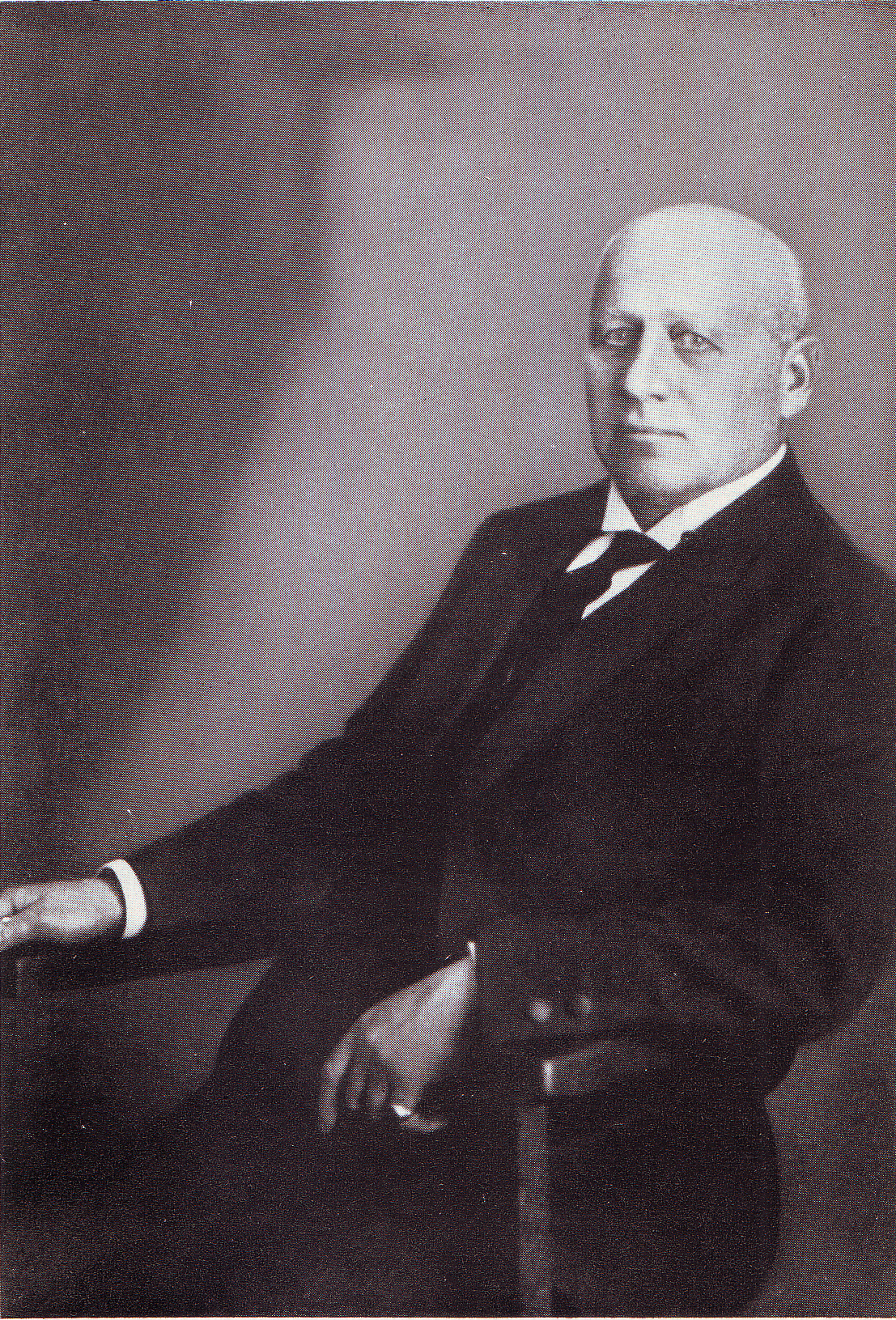
Firmengründer Richard König

Nach Adolph Schlesingers Tod führte dessen langjähriger Mitarbeiter Richard König I die Firma weiter, in der schon sein Vater angestellt war, um sie kurz darauf zu übernehmen. Sein Großvater war Weber in einem kleinen Dorf im Erzgebirge, wo Richard I neben vielen Geschwistern in sehr bescheidenen Verhältnissen aufgewachsen war. Während seiner Militärzeit lernte er den Geheimrat Dodel kennen, der die Leipziger Rauchwarenfirma G. Gaudig & Blum leitete. Nach seiner Entlassung aus dem Militärdienst begann er dort eine Lehre als Rauchwarenkaufmann. Man war auf den „hübschen jungen Menschen“ aufmerksam geworden, und so holte ihn das Rauchwarenunternehmen Adolph Schlesinger in die gerade aufblühende Firma. Schlesinger nahm bereits den jungen König mit zu seinen Einkäufen auf dem zweiten Welthandelsplatz für Rauchwaren, London, speziell im Viertel der Queenstreet, „um ihn auch auf dem so schwierigen Gebiete des Einkaufens von roher Ware zu einem perfekten Kenner zu erziehen“.
Im Jahr 1901 starb Adolph Schlesinger, nach einem Jahr übernahm Richard König, inzwischen Prokurist, von der Witwe das Geschäft. Der Mitarbeiter Georg Köhler blieb bis 1922 als tätiger Teilhaber, heiratete anschließend und war eine kurze Zeit mit einem eigenen Geschäft selbständig.
Die Firma hieß jetzt Adolph Schlesinger Nachfolger. Die Verbindungen mit London hatten sich im Lauf der Jahre sehr ausgeweitet, um die Finanzierung der Transaktionen zu erleichtern, wurde der Inhaber des großen Clearing-Hauses Blatspiel Stamp & Hescock Teilhaber. Diese glückliche Verbindung war maßgeblich für den weiteren Aufstieg des Unternehmens. Die Finanzkraft des Londoner Partners ermöglichte es, jede Ware direkt zu kaufen.
Um 1908 gehörte Adolph Schlesinger Nachfolger bereits zu den „Großen“ der Branche. Russische Pelzkäufer kamen schon immer zu Schlesinger, zu Adolph König fassten sie besonderes Vertrauen, verstand er doch „die ungelenke Sprache der Juden“. So wurde der Brühl 64 auch ein russisches Spezialhaus.
Den Einkauf in China besorgte Julius Faust. Eine von Richard König I gepflegte Spezialität des Hauses waren australische Wallabyfelle, die eine eigene Etage füllte. Zwei Jahrzehnte lang beherrschte Adolph Schlesinger Nachfolger den Wallabymarkt.
In den Ersten Weltkrieg (1914 bis 1918) trat Richard König II als Kriegsfreiwilliger ein. Im Jahr 1917 wurde er verwundet und im Rang eines Leutnants entlassen. 1919 war er längere Zeit in Dänemark und Schweden tätig. Danach unternahm er längere Reisen nach dem östlichen und südlichen Europa sowie nach Großbritannien und in die USA. Richard König I, der Senior, besuchte selbst öfters Nordamerika, und als sein Sohn Richard II († 1. April 1969) die nötige Ausbildung erworben hatte, errichtete man ihm in New York ein Einkaufshaus, das erst beim Ausbruch des Ersten Weltkriegs geschlossen wurde. Richard König II, sein Sohn heiratete in den Vereinigten Staaten. Da er in der amerikanischen Filiale trotz aller Bemühungen nicht alles erfolgreich regeln konnte, holte ihn der Vater zurück nach Leipzig. In den USA stark übergewichtig geworden, starb Richard König II im Jahr 1928 auf dem Weg ins Geschäft durch einen Schlaganfall.
Im Jahr 1904 übernahm Eduard Manes (1844–1932) die Berliner Vertretung der Firma, 1908 führte dies sein Sohn Philipp Manes (1875–1944) weiter, der im Konzentrationslager Auschwitz von den Nationalsozialisten ermordete Rauchwarenhändler und gleichzeitig Chronist der Pelzbranche.
Philipp Manes erinnerte sich 1941, kurz vor seiner Deportation nach Theresienstadt, an seine Zeit als Neuling in der Leipziger Filiale des Hauses Arthur Schlesinger Nachfolger:

„Wie oft erinnerte ich mich in diesen Wochen an Anton Wohlfahrt, der auch als Neuling in das grosse Breslauer Haus eintrat. Ich bewunderte, wie er die grossen Ballen, die im Parterre aufgestapelt waren, die rohen Skunkse und Opossum, die eng gepackt in Stellagen bis zur Decke reichten, in der ersten Etage in Schränken die Edelware - Nerze - Hermeline - Füchse - Biber - Zobel.
An den Decken die billigeren Sorten, in den mächtigen Flechten - die Wand entlang - zugerichtete Ware, die der Sortierung harrte. In der zweiten Etage das Wallaby-Lager mit seinen tausenden von gefärbten Fellen, damals ausschließlich Martin'sche Londoner Farbe. Ein Stock höher Thibet und Ziegen - diese in Kisten mit den roten chinesischen Schriftzeichen bedruckt, ebenso wie die Rückseite der Felle, die meist den gleichen grossen Stempel, umrahmt von phantastischen Drachen, trugen.
Die gewaltigen, eisenbandumschnürten Ballen bargen die grauen und weissen Ziegendecken.
Oben im 5. Stock - 1909 durch Aufbauten und Vereinigung der beiden Nachbarhäuser gewonnen, befand sich die grosse Kürschnerwerkstatt, die dem Meister Arno Weber seit 1900 unterstand und in der jahraus jahrein die Felle „angebracht“ [repariert] wurden. Im Hause Adolph Schlesinger Nachfolger kannte man kein häufiges Wechseln der Mitarbeiter. Jahrzehntelang blieben sie.“

## Nach dem Ersten Weltkrieg
Richard I war der erste, der nach dem Ersten Weltkrieg die abgebrochenen Geschäftsbeziehungen mit London wieder aufnahm, was ganz entscheidend zum schnellen Wiederaufstieg des internationalen Rauchwarenhandesplatzes Leipzig beitrug. Als Vorstandsmitglied und Schatzmeister des Reichsverbandes der deutschen Rauchwarenfirmen und Handelsgerichtsrat war Richard König I eine weit bekannte Persönlichkeit. In der Rauchwarenbranche achtete man „Vater König“ als einen hervorragenden Rauchwarensachverständigen und hilfsbereiten Kollegen. Bereits in den 1920er Jahren unterhielt das Unternehmen Filialen und Musterlager in New York, Berlin und Wien. Der Sohn Richard II führte das Unternehmen mit dem gleichen Erfolg weiter.
Eine weitere Spezialität des Firmengründers waren chinesische Fellwaren, jährlich kaufte er allein hiervon über eine Million Pfund ein. Zu der Zeit betrug sein Vermögen „über eine Million Goldmark“. „Der im Haus groß gewordene“ Neffe Horst Bräutigam reiste für die Firma zum Einkauf nach China.
Wohl im Jahr 1927 erfolgte die Umbenennung des Unternehmens in Richard König KG.
Im Februar 1937 erkrankte der Senior plötzlich, am 2. März des Jahres verstarb er an einer Herzschwäche. Ab jetzt leitete sein Enkel, Richard König III, der Sohn seiner einzigen Tochter, das Unternehmen.

## Nach dem Zweiten Weltkrieg
Auch nach dem Zweiten Weltkrieg machte man „ein Riesengeschäft mit Opossum“. Richard III (* 20. August 1928 in Leipzig) wurde wegen seines Umsatzes an Nerzfellen gelegentlich in der Branche als Nerzkönig tituliert, aber auch in Opossumfellen war er immer noch führend. Daneben setzte er in langhaarigen Fellen, Sealfellen und chinesischen Pelzartikeln noch bedeutende Quantitäten um.
Mit dem Zweiten Weltkrieg und der Trennung in Ost und West war die kontinuierliche Entwicklung jedoch erst einmal beendet. Wie es hieß, fing Richard König III, jetzt der „Alte König“ genannt, 1944 im österreichischen Jochberg mit einer Schreibmaschine, einem Karton voller Adressen und einem Berg Maulwurffelle praktisch wieder von vorn an. Er begann mit dem Handel einheimischer Felle und exportierte sie, um an Devisen zu gelangen. Diesen Handel weitete er immer mehr aus und war 1946 bereits wieder in der Lage, auf dem Londoner Rauchwarenmarkt einkaufen zu können.

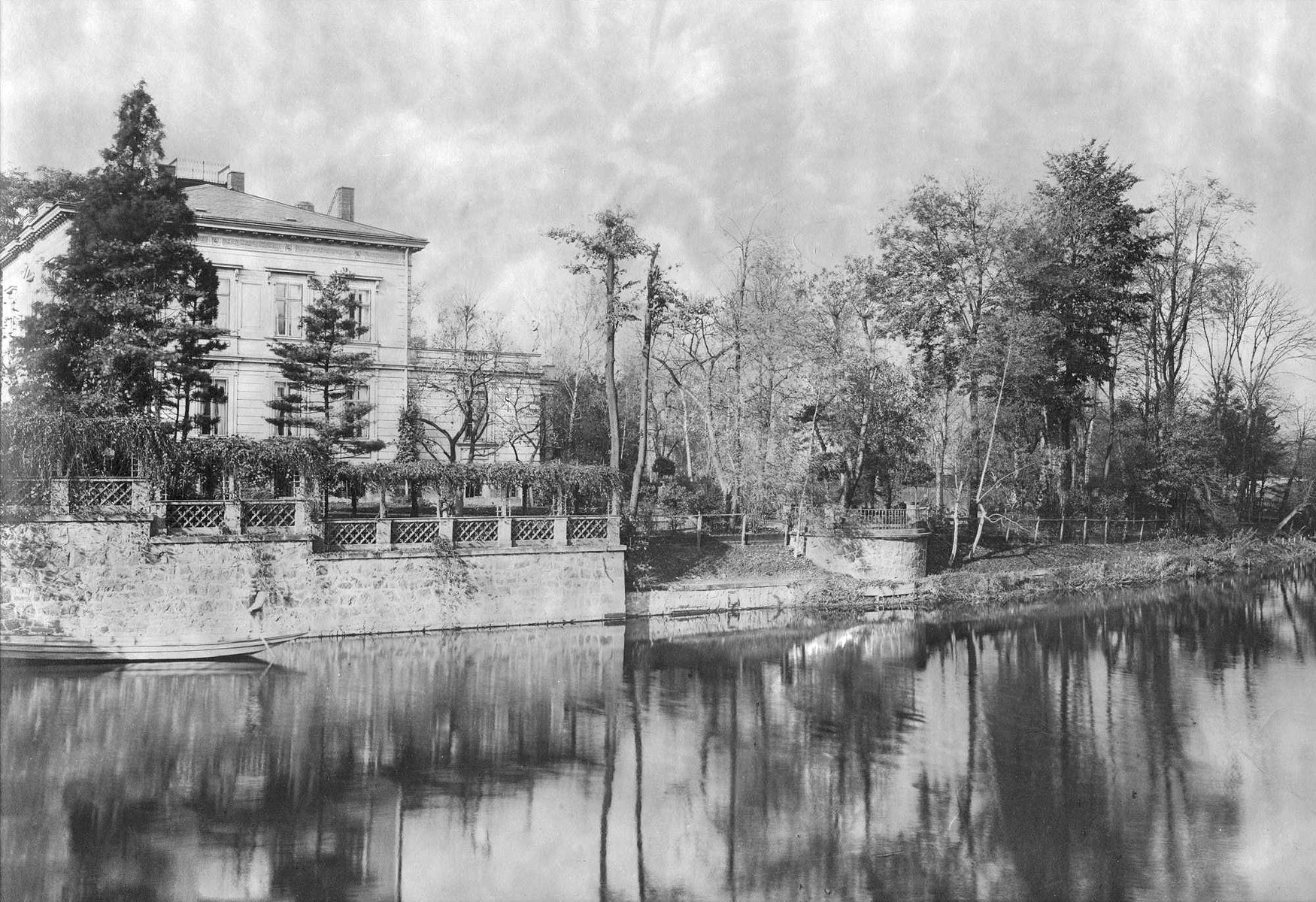
Klinger-Villa (1900)

Richard III wuchs mit seinen beiden Schwestern in Leipzig-Plagwitz in der Klinger-Villa auf, die die Familie König 1920 von der Witwe Max Klingers erworben hatte. Noch 1978 war das Haus von einer Tante Richards bewohnt. Mit 18 Jahren ging Richard III in die Schweiz, wo er die letzten zwei Schuljahre absolvierte. Bereits in dieser Zeit half er in den Ferien bei verschiedenen Rauchwarenfirmen aus. Nach der Schulzeit war er ein Jahr bei der Firma Alfred Loppacher in Lausanne. Anschließend wanderte er nach den Vereinigten Staaten aus. In dem bekannten New Yorker Rauchwarenkommissionär Hans Hessel fand er dort einen hervorragenden Lehrmeister. Sehr bald half er, oft völlig selbständig, beim Einkauf für bedeutende Firmen. Er absolvierte in den USA seinen Wehrdienst und bekam die amerikanische Staatsbürgerschaft.
1956 holte ihn der Vater zurück in das neu entstandene Zentrum der Pelzbranche in Frankfurt am Main. Der Vater hatte 1948, dem Jahr der Währungsreform, etwa gleichzeitig mit anderen Rauchwarenhändlern dort eine Niederlassung eröffnet, viele Kollegen und alle Zweige der Pelzbranche folgten innerhalb weniger Jahre. Die Jahre in Amerika hatten den Junior geprägt, er hatte sich umfangreiche Fellkenntnisse angeeignet und führte den Frankfurter Betrieb völlig selbständig. Der Senior widmete sich ganz dem österreichischen Geschäft von Jochberg aus, einem kleinen Gebirgsort, den er bei einem früheren Urlaubsaufenthalt schätzen gelernt hatte.
Im Alter von 30 Jahren heiratete Richard König III Waltraud Hirsch. Anfang der 1960er wurde er Teilhaber des väterlichen Unternehmens. Im April 1968 veranlasste er die erhebliche Erweiterung der Frankfurter Geschäftsräume. Bei dem Eröffnungsempfang gab es eine besondere Attraktion für die Geschäftsfreunde. Nach einem halben Jahrhundert waren zum ersten Mal wieder Felle des geschützten Seeotters in eine Auktion gekommen. Die Firma König gehörte zu den beiden deutschen Firmen, die Felle davon erworben hatten. Seeotterpelz war einmal einer der wertvollsten Pelze überhaupt, seine Haltbarkeit gilt als unübertroffen, er führt die Spitze der Haltbarkeitstabelle für Fellwerk an. Auch später sind kaum noch Felle auf den Markt gekommen, neben der Handelsbeschränkung durch Schutzmaßnahmen scheint dieser Pelz für heutige Ansprüche auch zu schwer.
Der Vater starb 1969 in Jochberg. In Anspielung auf seinen Ruf als Pelzkönig und die gleichlautenden Namen der drei Inhaber schrieb eine Fachzeitung: „Le roi est mort, vive le roi“ – Der König ist tot, es lebe der König. Um diese Zeit hatte man der reinen Fellhandelsfirma bereits eine Pelzkonfektionsabteilung für einige der geführten Pelzarten angegliedert. Dieses Angebot wurde nun ständig erweitert. 1973 trat die Ehefrau Waltraud König in das Unternehmen ein, die jetzt die Konfektionsabteilung übernahm. Insbesondere diese Sparte expandierte immer mehr, zusammen mit dem zeitweilig ebenfalls außergewöhnlich wachsenden Pelzabsatz in der Bundesrepublik Deutschland. 1973 musste man erneut weitere Räume anmieten, um die ständig anwachsenden Fell- und Konfektionsmengen zu lagern. Hauptartikel waren zu der Zeit vor allem Nerz, dann Edelfüchse in allen Sorten, Lakodaseal und Alaskaseal, Guanako und immer noch chinesische Artikel und amerikanische und neuseeländische Opossumfelle.
1978, im Jahr des 75-jährigen Bestehens, war die vierte Generation der Familie dabei, sich auf eine Pelzlaufbahn vorzubereiten. Tochter Britta hatte ihr Abitur beendet und sollte am 1. September eine Lehre bei dem renommierten Nürnberger Pelzhaus Unbehauen beginnen. Der Sohn Holger war 16 und ging noch auf das Gymnasium und hatte ebenfalls vor, in den Rauchwarenhandel zu gehen.
Im April 1986 machten die Hausbanken der Firma von ihrem Sicherheitsübereignungsrecht Gebrauch, sämtliche Forderungen wurden an die Banken abgetreten. Als Ursache für die finanzielle Notlage des Unternehmens wurden die schlechte Ertragslage und Diebstähle im Jahr 1985 angegeben. Um einen Weiterbestand zu sichern, brachte Richard König sein gesamtes Vermögen in die Firma ein. Da dadurch kein privates Vermögen mehr vorhanden war, wäre ein Konkursantrag nach Firmenaussage mangels Masse abgelehnt worden. Nach kurzer Schließung wurde im März 1986 der Geschäftsbetrieb „mit dem gewohnten Angebot in Fellen und Konfektion“ wieder aufgenommen.
Mitte 1986 übernahm die Firma, jetzt firmierend als König Pelze GmbH, die Vertretung für die Firma Jindo GmbH, Dreieich. Jindo Industries ist ein Staatshandelsunternehmen aus Seoul, Südkorea. Da das koreanische Unternehmen gleichzeitig begonnen hatte, Einzelhandelsgeschäfte zu errichten, um seine Ware direkt zu vermarkten, führte dies zu einiger Verstimmung im konkurrierenden Pelzgroßhandel und im Einzelhandel.
Im Jahr 1988 ist das Unternehmen, als König Pelze GmbH im Adressverzeichnis der Pelzbranche nur noch als Konfektionsfirma genannt, immer noch unter der Adresse Niddastraße 66–68 und mit der alten Kabeladresse „Furking“. Im Verzeichnis von 1991 ist die Firma dort nicht mehr aufgeführt. Im Handelsregister ist die Firma Richard König heute erloschen.

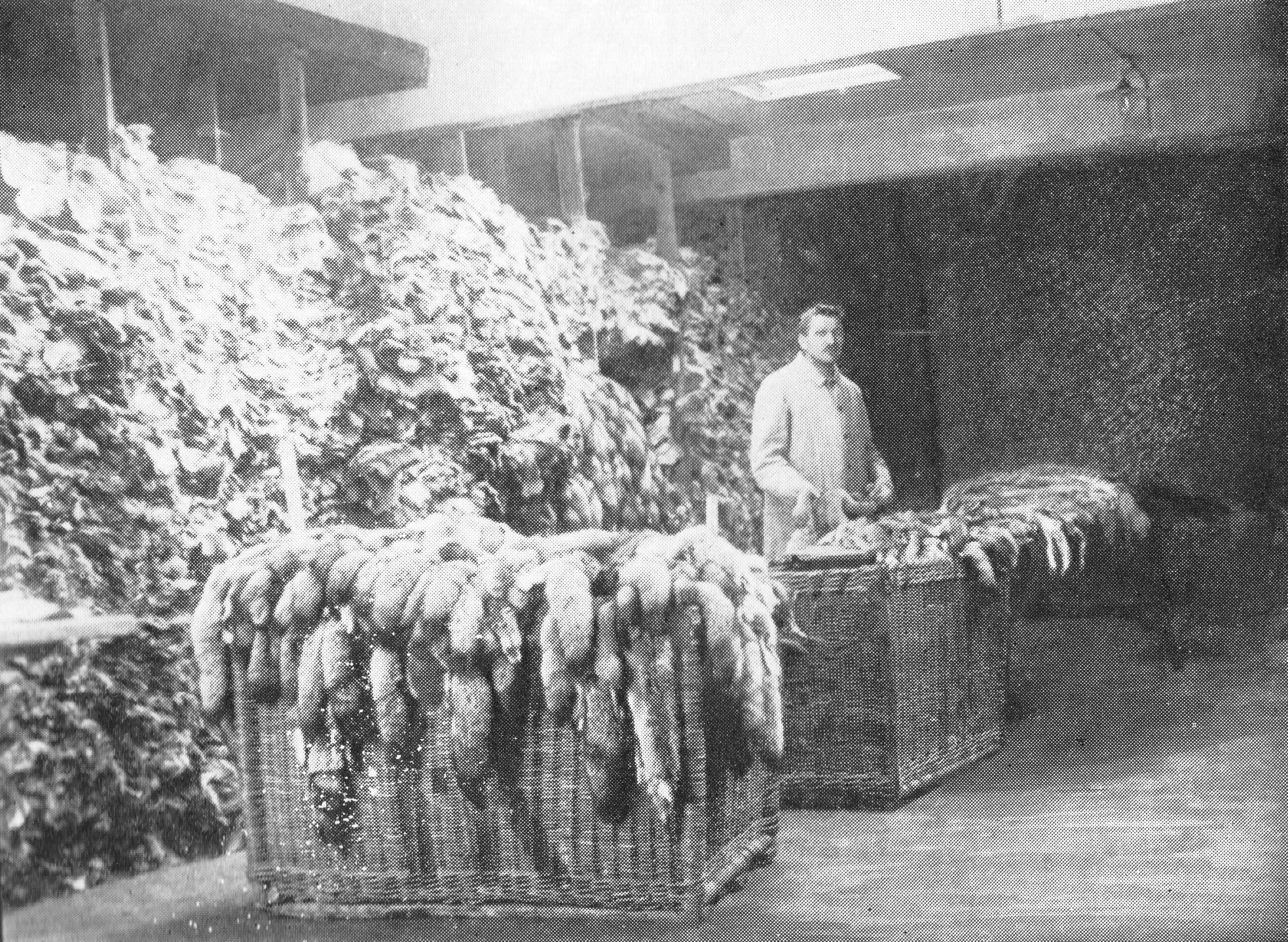
Zwei Räume des Felllagers (um 1910)
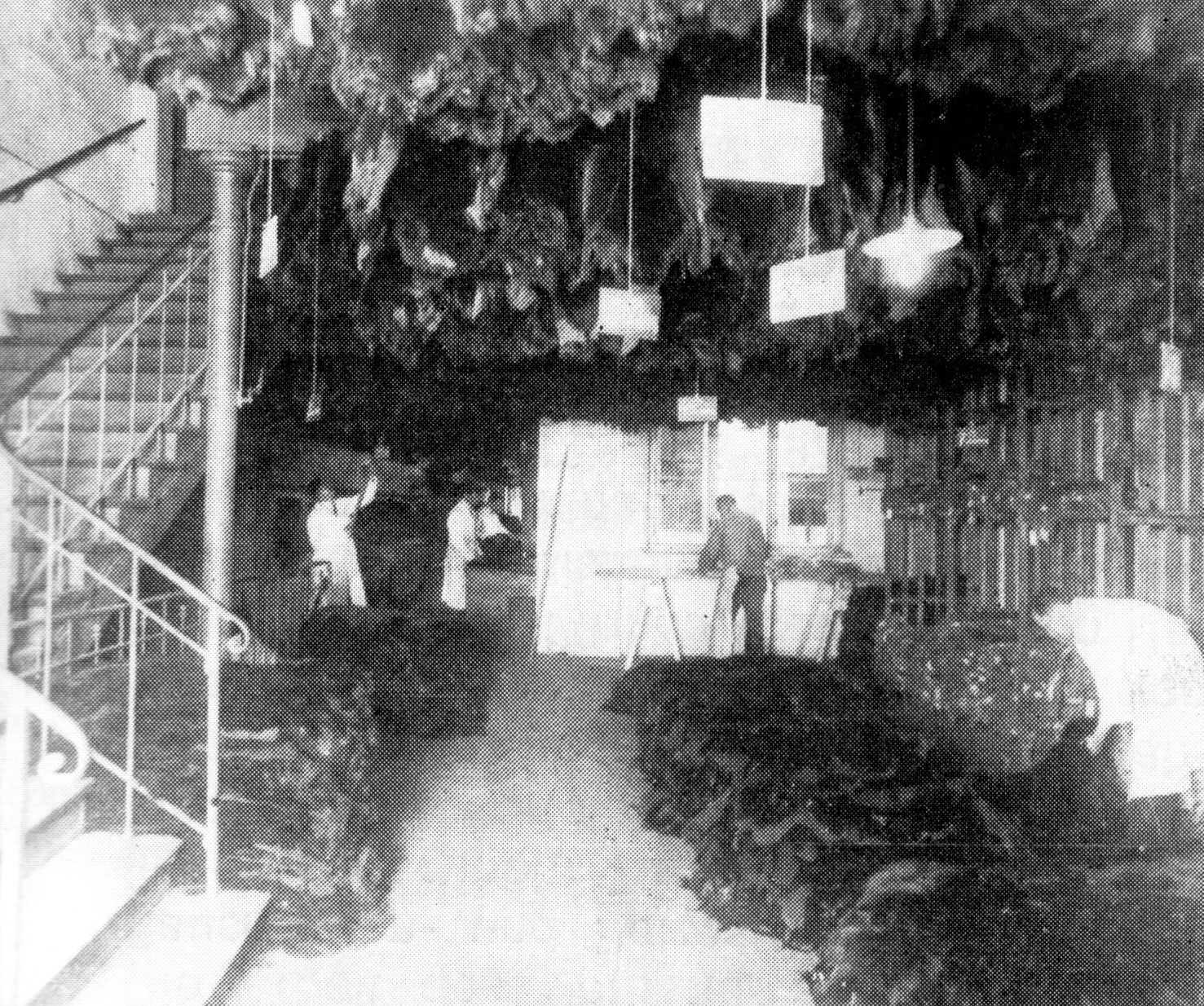
Nerz-, Fuchs und Opossumfelle
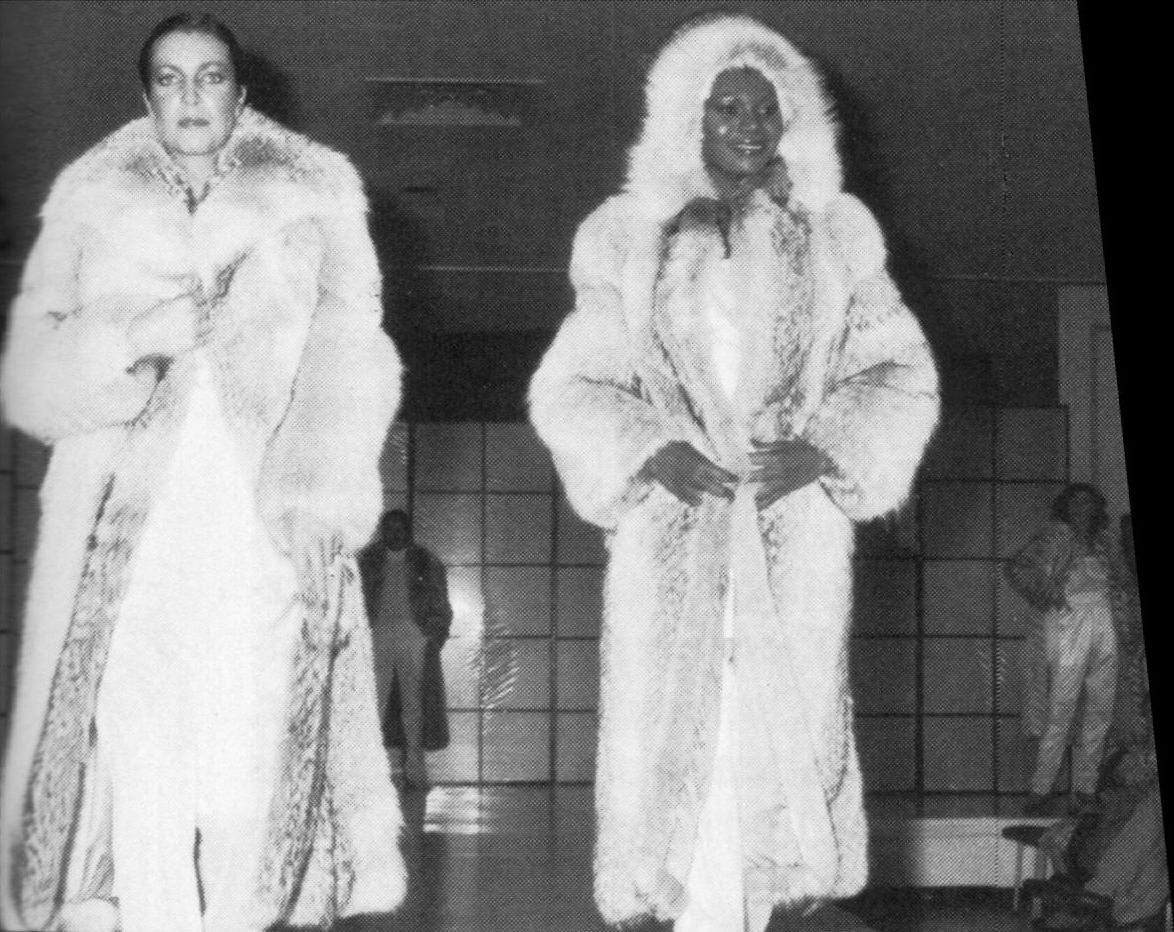
Zwei Pelzmäntel der Firma Richard König (1979)

## Werke
Richard König II
- Das Sortiment von Rauchwaren. Zusammen mit Paul Schöps und Leopold Hermsdorf, 1949.
- Verbandsamtliche, regelmäßige Preis- und Marktberichte für die Fachzeitschriften der Rauchwarenwirtschaft, neben anderen in Der Rauchwarenmarkt veröffentlicht.[1]
- Ständige Zusammenarbeit mit Paul Schöps, Verleger und Autor der Zeitschrift Das Pelzgewerbe an Artikeln über:

die Haltbarkeitskoeffizienten der Pelzfelle, australische Pelztiere, chinesische Wiesel, Kolinsky, Solongoi, Fischermarder, Fischotter, Leoparden, Lyraskunks, Marderhund (Seefuchs), Murmeltiere, Opossum, Ozelot und Tigerkatzen, Seeotter, Streifenskunk, Waschbär, Ziegen und andere (bis 1969, posthume Veröffentlichung).

## Belege
1. 1 2 3 4  Ohne Autorenangabe: Richard König sen. †. In: Hermelin Nr. 3, Berlin 1969, S. 37.
2. 1 2 3 4 5 6 7 8 9  Philipp Manes: Die deutsche Pelzindustrie und ihre Verbände 1900-1940, Versuch einer Geschichte. Berlin 1941 Band 4. Durchschrift des Originalmanuskripts, S. 166–175 (→ Inhaltsverzeichnis).
3. ↑  Richard König sen. (Richard König I).: Richard König senior in Firma Adolph Schlesinger, Nachf. Leipzig. In: Philipp Manes: Die deutsche Pelzindustrie und ihre Verbände 1900-1940, Versuch einer Geschichte. Berlin 1941 Band 4. Durchschrift des Originalmanuskripts, S. 165–166).
4. 1 2 3 4 5 6 7 8 9  Ohne Autorenangabe: 75 Jahre Richard König. In: Die Pelzwirtschaft Nr. 8, CB-Verlag Carl Boldt, Berlin 8. August 1978, S. 59–64.
5. ↑  Archiv Sachsen, Bestand 21033, Reichsbankhauptstelle Leipzig mit Nebenstellen.
6. ↑  Redaktion: Hausbanken übernehmen Ware der Firma Richard König. In: Winckelmann Pelzmarkt Nr. 844 v. 18. April 1986, S. 7.
7. ↑  Redaktion: R. König beendet Inventur. In: Winckelmann Pelzmarkt Nr. 839 v. 14. März 1986, S. 11.
8. ↑  Redaktion: König Pelze GmbH hat Repräsentanz von Jindo Industries übernommen. In: Winckelmann Pelzmarkt Nr. 854 v. 27. Juni 1986, S. 12.
9. ↑  Rolf Walze (Firma R. Schulz, Frankfurt): Korrespondenz (Leserbrief). In: Winckelmann Pelzmarkt Nr. 856 v. 11. Juli 1986, S. 9.
10. ↑  Walter Siegel (Firma Werner Siegel KG, Frankfurt): Korrespondenz (Leserbrief). In: Winckelmann Pelzmarkt Nr. 858 v. 25. Juli 1986, S. 7.
11. ↑  Winckelmann, Pelzadress-Register Deutschland. Ausgaben 1988, 1989, 1991/92.